# Lewiston, Kalifornien
Lewiston är en ort (CDP) i Trinity County i delstaten Kalifornien i USA. Orten hade 1 222 invånare, på en yta av 51,84 km² (2020).